# Bou (Pensa)
Pour les articles homonymes, voir Bou.
Bou est une localité située dans le département de Pensa de la province du Sanmatenga dans la région Centre-Nord au Burkina Faso.

## Éducation et santé
Le centre de soins le plus proche de Bou est le centre de santé et de promotion sociale (CSPS) de Pensa tandis que le centre médical avec antenne chirurgicale (CMA) se trouve à Barsalogho et que le centre hospitalier régional (CHR) est à Kaya.
Le village possède un centre permanent d'alphabétisation et de formation (CPAF)